# ترانزیستور پنتود
ترانزیستور پِنتود (به انگلیسی: pentode transistor) هر ترانزیستوری است که دارای پنج پایانه فعال باشد.

## ترانزیستورهای پنتود اولیه
یک ترانزیستور پنتود اولیه در اوایل دهه ۱۹۵۰ به‌عنوان بهبودی بر ترانزیستور اتصال‌نقطه‌ای توسعه داده شد.
- یک ترانزیستور اتصال‌نقطه‌ای با سه امیتر. این ترانزیستور در اواسط دهه ۱۹۵۰ منسوخ شد.

ترانزیستورهای اثر میدان پنتود با ۳ گیت، مشابه پنتودهای لامپ خلاء، نیز شرح داده شده‌اند

## ترانزیستورهای پنتود نوین
- ترانزیستور امیتر سه‌گانه در سه ورودی دروازه منطقی ترانزیستور-ترانزیستور.
- ترانزیستور کلکتور سه‌گانه در سه خروجی دروازه منطقی تزریق یکپارچه.
- ترانزیستور اثر میدان با سه گیت